# ウソ技
ウソ技（ウソテク）とは、「嘘の技（テクニック）」の略であり、ゲーム雑誌『ファミリーコンピュータMagazine』（略称『ファミマガ』）で行われていた読者プレゼント用企画の一つである「ウソテッククイズ」から来ている。当該の雑誌の中で、「裏技」は「ウル技（ウルテク、ウルトラテクニックの略）」と呼ばれ、それに対して虚構記事として企画されたものが「ウソ技」である。その知名度の高さから、「虚偽の裏技」を発祥を問わず、便宜的に「ウソ技」と呼ぶ場合が多い。

## ウソ技誕生の経緯
ウソ技（ウソテッククイズ）は、当初『ファミマガ』1986年新年号上の特別企画として誕生している。
当時『ファミマガ』の編集長（2代目）だった山本直人著による『超実録裏話ファミマガ』によれば、バーで行われた編集会議と称する呑み会で生まれたものとされている。その際、協力してくれそうなメーカーも選定していた。他誌への牽制という意味合いはなく、単純にお祭り企画として生まれたものであると同書内では書かれている。ただ、ウル技関連の問い合わせ対策で生まれたことを示唆させている記載もある。

## ウソ技制作
『ファミマガ』のウソ技クイズの初期の問題はメーカーに依頼して実際に特別バージョンのソフトを作って貰い、その写真を提供して貰っていた。同じ頃にはサンプルROMに付いていた開発基板のスクロール方向のスイッチを利用して偶然できたバグ画面を利用して作っていたこともあった。また画面写真を組み替えて製作したものもあった。
また、同誌に掲載されたトピックス漫画によると、凸版システムでコンピュータグラフィックを利用し加工した様子もうかがえる。このシステムはファミコンよりも色数の制限がなかったり、より細やかな絵を描けたので、見た目でウソだとわかるものもあった。凸版システムはPC-9800シリーズをベースマシンにした画面キャプチャーシステムで、キャプチャーした画面をデジタイザを利用。Adobe Photoshopでの画像加工が可能であった。初期を除きほとんどのウソ技はこのシステムを用いて作成されている。90年代に仙台事業所にウル技の記事作成が移行された際にはこのシステムを持ち込むことができなかったため、一時的に写真の切り貼りによってウソ技が作成されるという時代逆行が起こっている。
当時、読者のウソ技に対する関心は極めて高かったが「クイズのため問い合わせには応じない」「回答は1週間後にテレホンサービスで告知する」という流れを作り、編集部へのウル技の問い合わせ電話を軽減することができた。しかしそのため、人気ソフトについてはメーカーに問い合わせが向かうことになり、任天堂の『スーパーマリオブラザーズ』のウソ技を掲載したことで任天堂側にも問い合わせが殺到したため、やんわりとマリオのような人気ゲームへのウソ技をやめるような指示を出されることになり、しばらくNG扱いになっている。またこのことをきっかけに、メーカーへの事前報告は十分な時間を取るようにもなった。しかしそれでもなお、『さんまの名探偵』で行ったウソ技でナムコの営業からクレームが入ったと同社の広報から苦情を受けている。

## ウソ技の終焉
やがてウソ技は『ファミマガ』内の企画から姿を消していくが、これについて当時の編集者の回顧によれば、ウソ技の企画の終了は、
- 時が経つごとに「ウル技」へのメーカー側からの裏技のリークが増えてきたこと
- それに伴いわざわざコーナーの中にウソ技を挟む必要性が薄れてきたこと
- ロールプレイングゲームといった謎解き重視の作品が増えたこと
- 自力でバグや裏技を発見する面白さが薄れてきたこと（裏技ブームの沈静化）

などが原因として挙げられるのではないかとしている。特に、1990年代半ばからゲーム産業の軸足がスーパーファミコンからプレイステーションに移り、ユーザーの嗜好性が変化。スーパーファミコンの次世代機として登場したNINTENDO64がプレイステーションにシェアを大きく奪われ、その煽りを受けて『ファミマガ』（後年は『ファミマガ64』）は1998年に休刊を余儀なくされる。同時に、ウル技そのものも終焉を迎えた。

## 「噂」としての「ウソ技」
コンピュータゲームの特性上、仕様などはユーザー側に隠されている部分が多く、それらを想像するのもユーザーの楽しみの一つであったため、『ファミマガ』以前より、ユーザー間で発生した同様の噂は存在した。それらは漠然と噂話として語られていたが、その概念に「ウソ技」と名づけたのが『ファミマガ』であった。
「ウソ技」とは、本来、意図された虚構であったが、
- 当該のゲームをプレイする機会がないと、真偽の確認ができない
- 相応の腕前が無ければ再現できない
- 本当であると良い、という希望的観測
- ウソであると知っているが、愉快犯的行動

等の理由により、噂として流布されることがあった。
それらは起源を明かされずに語られたことも多く、「知り合いがやっているのを見た」などの真実味を帯びて、都市伝説的に伝播することとなる。
「ウソ技」が噂になる条件として、
- そのソフトの知名度が高いこと
- 信憑性が高いこと
- それを行うことによって得られる結果が魅力的であること

などがあり、条件を満たさないものは一過性の嘘として扱われ、流布されることは少ない。
これらの条件は一種の強力なアンケート装置として機能し、流布されたウソ技は、結果的に非常に洗練されたものとなる。
この効果により、噂は更に広められ、広められた先には、当該ソフトの開発者などが含まれることがある。その際、「洗練されたウソ技」は、シリーズの新作や同ソフトのリメイク版などにフィードバックされることもあり、「嘘から出た実」となることも多々ある。

## ウソ技の例
アーケードゲーム『ゼビウス』
破壊不能な敵「バキュラ」に弾（ザッパー）を256発当てると破壊できるというもの。
漫画『ファミコンロッキー』
1980年代に『月刊コロコロコミック』誌で連載されていたファミコン漫画。実在するゲームを題材にしつつも、ストーリーの面白さを優先して実際のゲームには無い裏技が多数登場。年少の読者でその技を信じる者も多かった。
FCソフト『FLAPPY』
とある面のブロックを催眠キノコを3周させると花が出現して全パスワードが判明する。
これはファミマガでウソ技クイズが定期的に始まる前の特別企画として行われたウソ技クイズの解答だった。虚偽の記事であるため技の再現自体は不可能だが、当該記事内の画面写真に写し出されたパスワードは実際に使用できた。このウソ技が他の雑誌にて本当の技として掲載されたため、大騒ぎとなったことがある。掲載した側の雑誌は画面写真のない文章記事としてこの技を紹介し、その次号で「実現できない技でした」という形の謝罪文を掲載している。なお、ファミマガ側がこの一件を誌面で取り上げた際、相手側の雑誌名については公開を差し控えている。
真偽は定かではないが、ウソ技製作のきっかけになったとされる。というのも、当時兄弟誌だったパソコンゲーム誌『テクノポリス』でパソコン版フラッピーのキャンペーンクイズの答えであるパスワードを掲載してしまいトラブルになったことがあったからである。
FCソフト『水晶の龍』
特定のシーンで特定の行動をすると、ミニゲーム「脱衣野球拳」がプレイできるというもの。詳細は水晶の龍#ウソ技を参照。
FCソフト『さんまの名探偵』
ミニゲーム『ギャラクシガニ』で高得点を取ると、移動マップ上にあるナムコビルに入ることができ、ミニゲーム『パックマン』がプレイできるというもの。これにはナムコの社員も騙されたとのことである。
詳細はさんまの名探偵#備考を参照。
FCソフト『ファイアーエムブレム 暗黒竜と光の剣』
第22章「てんくうをかけるきし」のマケドニアの泉に「おの」を捨てると女神が現れて金のおのと銀のおのをくれるというもの。
このウソ技にインスパイアされて、SFCソフト『ファイアーエムブレム 聖戦の系譜』でアイテム取得イベントとして実装された。
SFCソフト『ドラゴンクエストV 天空の花嫁』
隠しボスキャラクター「エスターク」を10ターン以内に倒すと仲間になるというもの。
これは続編、およびリメイク作品にフィードバックされている。詳細はドラゴンクエストV 天空の花嫁#その他の魔物・敵を参照。
SFCソフト『スーパー桃太郎電鉄III』
特定の行動をとると、モモトラマンが登場して車両を宇宙に運び、隠しマップの銀河鉄道でプレイできるというもの。開発者がこれを見て面白いということで『DX』以降は「銀河鉄道カード」を登場させて実際に銀河鉄道に行けるようになった。